# Schloss Tribuswinkel

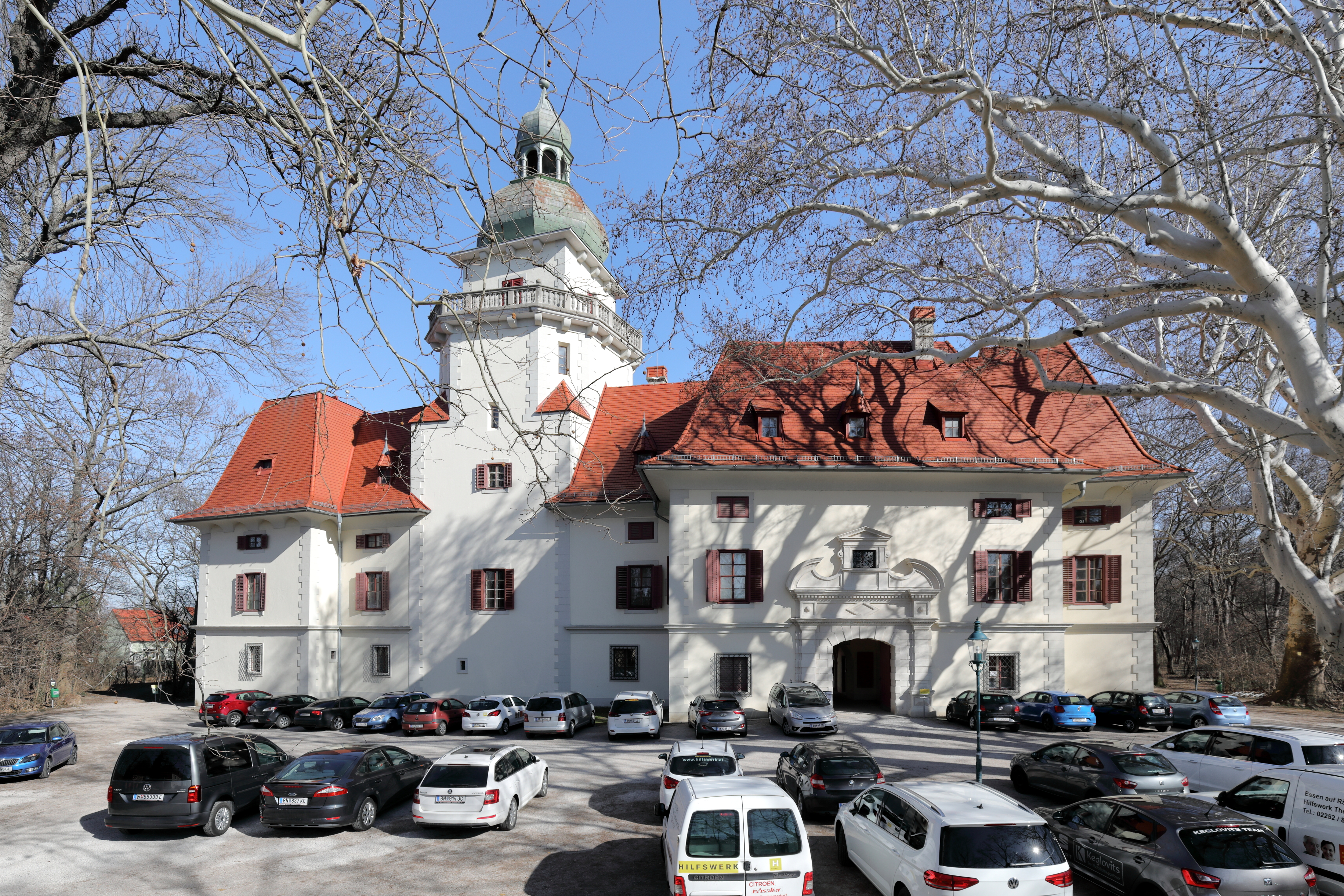
Schloss Tribuswinkel

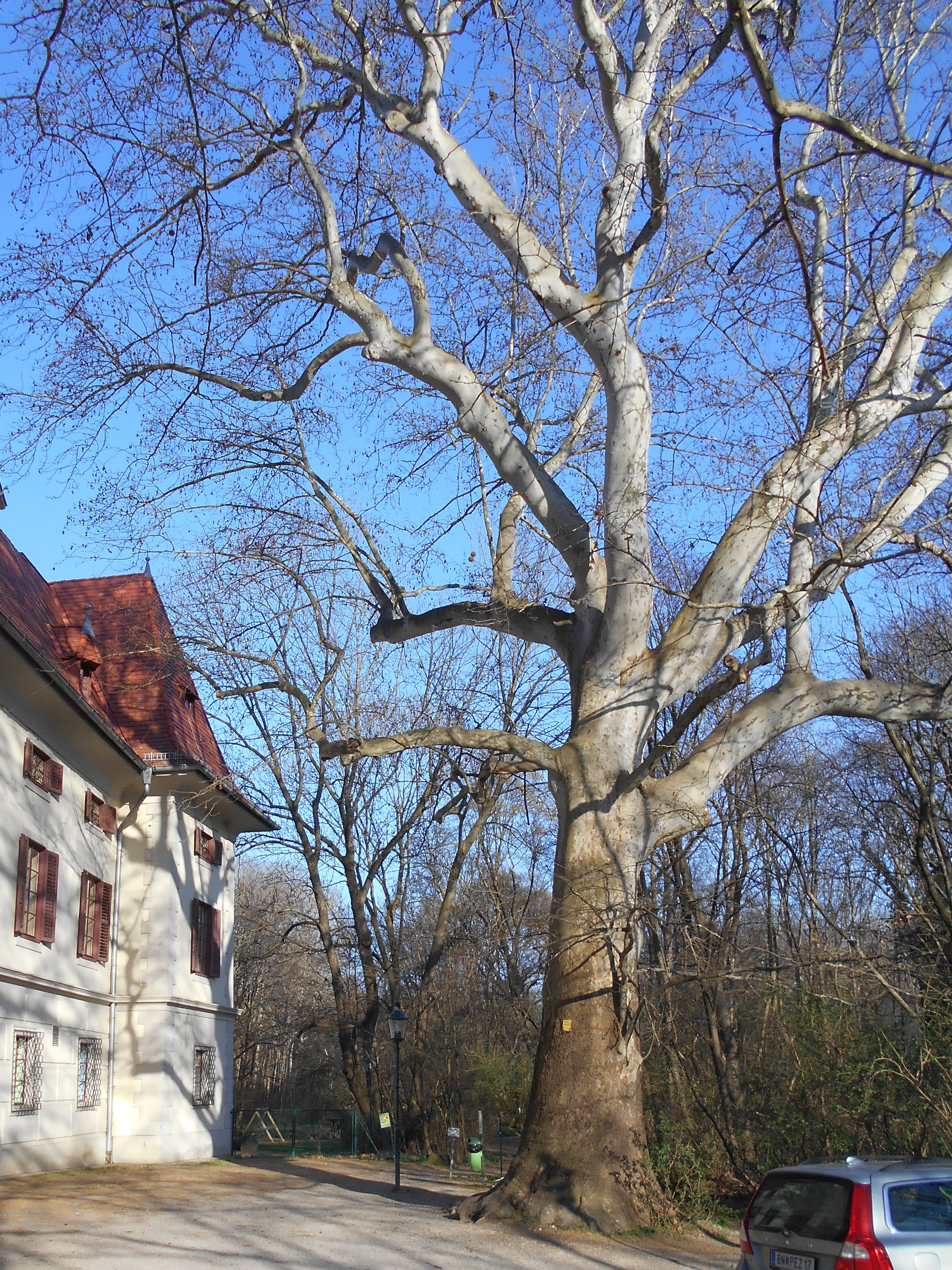
Eine der Platanen vor dem Schloss, die den Eingang zum Schlosspark bilden

Das Schloss Tribuswinkel ist ein Schloss in Tribuswinkel, einer Katastralgemeinde der Stadtgemeinde Traiskirchen in Niederösterreich.

## Geschichte
Auf dem Platz des heutigen Schlosses dürften schon ältere Anlagen gestanden sein. Die Stiftungsurkunde des Stiftes Heiligenkreuz geht auf das Jahr 1136 zurück. Unter anderem wird ein Zeuge Jubort de Tribuswinchele genannt. Die erste Wehranlage dürfte als Wasserburg um 1120 bis 1230 gebaut worden sein. Das Geschlecht findet man auch im Salbuch des Stiftes Klosterneuburg. Es ist bis in die erste Hälfte des 14. Jahrhunderts nachweisbar. Als Nachfolger findet man die Herren von Mistelbach und kurz darauf Wolfgang von Winden, in dessen Familie verblieb es bis 1527.
Danach wechselten die Besitzer ziemlich rasch. Darunter befanden sich die Starhemberger, die Streun von Schwarzenau und die Hoyos. Im Jahr 1588 erwarb Georg Federl Tribuswinkel. Nach dem Übertritt zum Protestantismus bekämpfte er die Katholiken. Da er die Kirchengüter der katholischen Pfarre einzog, musste sogar Erzherzog Mathias intervenieren. Die Schwiegertochter Federls veräußerte 1637 die Herrschaft an Johann Hector Graf Isolani, einen General der gefürchteten „Kroatischen Reiter“ unter Wallenstein. Seine Tochter trat in ein Kloster ein und verkaufte Tribuswinkel umgehend an Mathias Wägele.
Mit einer Unterbrechung von 1707 bis 1733 war die Familie Wägele von Walsegg zwischen 1666 und 1772 Eigentümer Tribuswinkels. Zur Zeit der Türkenkriege zählte Tribuswinkel zu den gut verteidigten Zufluchtstätten für die Zivilbevölkerung. Nach Maria Anna von Schulenburg-Oyenhausen, geb. Gräfin Kottulinsky, die das Gut Tribuswinkel 1772 kaufte, kam das Gut an die Familie Bartenstein. Mitte des 19. Jahrhunderts wurde das Schloss großzügiger umgebaut, kam an die Grafen Spiegel, bevor es von den Freiherren Christoph und Johann von Doblhoff im Jahr 1877 erworben wurde.
Im Jänner 1900 besichtigte Kronprinzessin Stephanie, Witwe von Kronprinz Rudolf, Gut bzw. Schloss Tribuswinkel. Dieser Besuch gab dem Gerücht für einige Zeit Nahrung, die Kronprinzessin beabsichtige den Kauf der Liegenschaften. Die von den meisten Wiener Zeitungen kolportierte Nachricht eines vollzogenen Kaufs stellte sich in der Folge als unrichtig heraus.
Im Laufe des Ersten Weltkrieges, 1917, kaufte Ludwig Urban (1876–1946), Generaldirektor von Brevillier & Urban, das Schloss und baute es um. Ein um 1800 abgetragener Turm wurde wieder errichtet und ein zweiter Stock aufgesetzt.
Nach dem Zweiten Weltkrieg wurde das Gebäude von den sowjetischen Besatzungstruppen beschlagnahmt und darin ein lokales Hauptquartier sowie eine Filmzensurstelle eingerichtet. Verbunden mit der Auflage, darauf ein Erholungsheim einzurichten, schenkte Gertrude Urban, Witwe von Ludwig Urban, 1947 das gesamte Anwesen der Gemeinde Wien. (Der ehemalige Obst- und Gemüsegarten das Schlossparkareals kam jedoch an private dritte Hand und wurde mit Reihenhäusern bebaut.)
Nach dem Staatsvertrag wurde das (in der Substanz geschwächte) Schloss im Jahr 1958 in ein Erholungsheim für ca. 160 Wiener Kinder umgebaut und (als achtes städtisches Kinderheim) am 17. August 1959 als Ludwig-Urban-Erholungsheim von Franz Jonas, Bürgermeister der Stadt Wien, eröffnet.

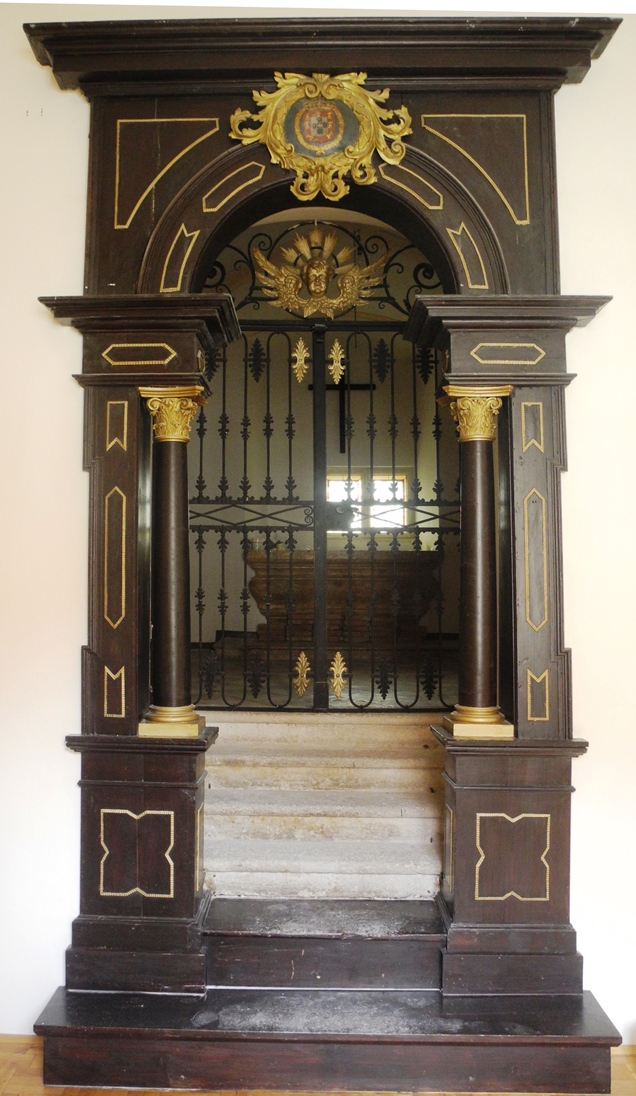
Eingangsportal zur Kapelle

Im Jahr 1988 wurde das Erholungsheim geschlossen und die Liegenschaft drei Jahre später an die Stadtgemeinde Traiskirchen, zu der Tribuswinkel gehört, verkauft. Ab 1995 wurde das Schloss renoviert und ab 1997 darin unter anderem ein Kindergarten geführt.
Die Schlosskapelle im Schloss Tribuswinkel
Die Schlosskapelle befindet sich im 1. Stock direkt über dem Durchgang in den Schlosshof. Im Schloss war schon seit dem Mittelalter eine Kapelle vorhanden. Bevor 1368 Wolfgang von Winden die Pfarre Tribuswinkel gründete, war schon ein Kaplan für die Kapelle im Schloss angestellt.
Der Aufgang in die Kapelle führt nach dem Toreingang rechts, über die Wendeltreppe in den Vorraum der Kapelle. Der Wendeltreppenturm und der Vorraum wurden 1614 errichtet, vorher dürfte der Zugang über eine außenliegende Holzkonstruktion entlang des Innenhofes geführt haben.

## Beschreibung
Der Grundriss des Schlosses ist trapezförmig. Die ursprüngliche Ringmauer existiert nicht mehr. Auch der Wassergraben ist schon lange zugeschüttet. Das Schloss hat drei Geschoße. Teilweise ist das Schloss auch unterkellert. Im ersten Stock befindet sich eine kleine Kapelle. Am großen Torbogen sieht man noch die Jahreszahl 1614. Durch den Umbau in das gewidmete Kinderheim besteht die ursprüngliche Raumstruktur nicht mehr. Die Nebengebäude, die zum Schloss gehörten, sind heute Privatbesitz.
Zu besichtigen ist das Schloss nur von außen.

## Schlosspark
Um 1800 wurde um das Schloss ein englischer Garten angelegt. Die ursprüngliche Anlage sah einen kleinräumigen Wechsel zwischen Wald- und Wiesenflächen vor, wobei die Waldflächen hauptsächlich als Kulisse dienen sollten. Durch Verwilderung im Lauf des 20. Jahrhunderts wurde diese Konzeption verunklärt, es gibt nunmehr ein großes Wiesenparterre, das ringförmig von Wald umgeben ist. Drei Platanen und eine Esche vor dem Schloss sind als Naturdenkmal ausgewiesen, wie auch der Schlosspark insgesamt.